# Iñigo González de Heredia
Iñigo González de Heredia Aranzabal (Gasteiz, 15 maart 1971) is een Spaans voormalig professioneel wielrenner. Hij reed voor onder meer Euskadi.
González de Heredia werd in 1996 Spaans kampioen tijdrijden.

## Belangrijkste overwinningen
1996
- Spaans kampioen tijdrijden, Elite

## Grote rondes
Geen